# Роб Схофс
Роб Схофс (нід. Rob Schoofs, нар. 23 березня 1994, Сінт-Трейден, Бельгія) — бельгійський футболіст, центральний півзахисник клубу «Мехелен».

## Ігрова кар'єра

### Клубна
Роб Схофс народився у місті Сінт-Трейден і є вихованцем футбольного клубу «Сінт-Трейден» зі свого рідного міста. Починав грати у молоджній команді. З 2010 року футболіста було внесено до заявки першої команди. Свою дебютну гру у першій команді футболіст провів у березні 2011 року. У 2012 році разом з командою вилетів до Другого дивізіону та через три роки допоміг команді повернутися в еліту.
На початку 2016 року Схофс перейшов до клубу «Гент». Де відіграв півтора року. А влітку 2017 року Схоофс приєднався до клубу «Мехелен». У сезоні 2018/19 у складі «Мехелена» Схоофс став переможцем Кубку Бельгії.

### Збірна
Роб Схофс виступав за юнацькі збірні Бельгії. У 2016 році футболіст зіграв одну гру у складі молодіжної збірної Бельгії.

## Титули
Мехелен
 Переможець Кубка Бельгії: 2018/19